# Cisticole rousse
Cisticola rufus
Espèce
Statut de conservation UICN

 LC  : Préoccupation mineure
La Cisticola rousse (Cisticola rufus) est une espèce de passereaux de la famille des Cisticolidae.
Son aire dissoute s'étend à travers l'Afrique de l'Ouest.